# Ожиганово (Повалихинское сельское поселение)
Ожиганово — опустевшая деревня в Чухломском муниципальном районе Костромской области. Входит в состав Повалихинского сельского поселения

## География
Находится в северной части Костромской области на расстоянии приблизительно 7 км на север-северо-восток по прямой от города Чухлома, административного центра района.

## История
В 1872 году здесь было учтено 13 дворов, в 1907 году — 10.

## Население
Постоянное население составляло 55 человек (1872 год), 38 (1897), 0 (1907), 0 как в 2002 году, так и в 2022.